# Sophora toromiro
Espèce
Classification phylogénétique
Statut de conservation UICN

 EW  : Éteint à l'état sauvage
Sophora toromiro, le toromiro, est une espèce de plantes à fleurs de la famille des Fabaceae. C'est un arbuste originaire de l'île de Pâques.
La première mention du toromiro a été faite par Foster en 1774. Auparavant, James Cook durant son second voyage signala que dans les monts de l'île de Pâques croissait un « mimosa » de 2,7 à 3 m de hauteur et que certains pieds avaient des troncs de 20 à 30 cm de diamètre.
L'arbre a disparu de son biome d'origine, victime du surpâturage des élevages ovins de l'île. Il est donc éteint à l'état sauvage mais quelques spécimens ont pu être préservés dans des jardins botaniques ou certaines résidences privées. Toutefois, les tentatives de réintroduction dans son milieu d'origine ont échoué car les bactéries symbiotiques nécessaires à sa mycorhisation ont disparu avec l'arbre. En 2025, une nouvelle tentative de réimplantation est en cours avec introduction de microorganismes compatibles.

## Description

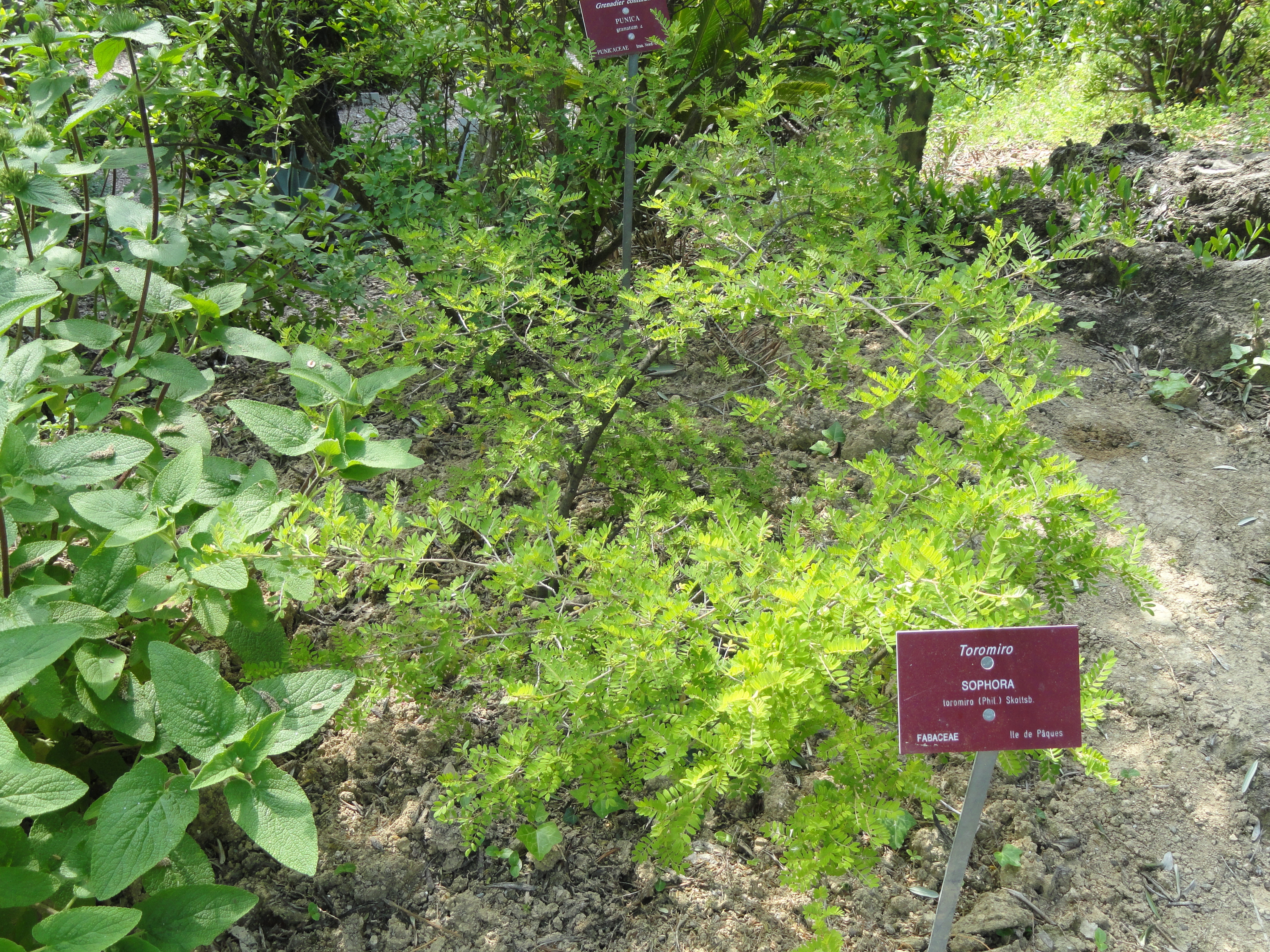
Un pied de toromiro du Muséum national d'histoire naturelle français.

Le toromiro est un arbuste, de trois mètres de haut. Le tronc principal peut atteindre 50 cm de diamètre.
Il possède des feuilles alternes de 4,5 à 10 cm de longueur, qui possèdent un pétiole court, imparipennées avec 8 à 12 paires de folioles. Le rachis  des jeunes branches est densément tomenteux, les pétioles mesurent de 3 à 5 mm et les folioles sont subsessiles, elliptiques ou ovales, plus ou moins tomenteuses sur l'envers, faiblement pileuses à l'avers, généralement sur la nervure centrale, avec des poils blanchâtres à brunâtres.
Les fleurs forment des grappes, avec peu de fleurs. Calice en forme de cupule, de 0,5 à 1 cm de longueur avec 5 larges lobes triangulaires et tomenteux. Corole avec 5 pétales jaunes de 2 cm de longueur. Les étamines sont libres, avec un filet de 2 cm de long. Les anthères font de 1,2 à 1,3 mm de long. L'ovaire est supère avec un style légèrement courbé.
Le fruit est une gousse contenant 1 à 6 graines fertiles ailées. Les graines sont de forme ellipsoïde ou ovoïde.

## Conservation et réintroduction

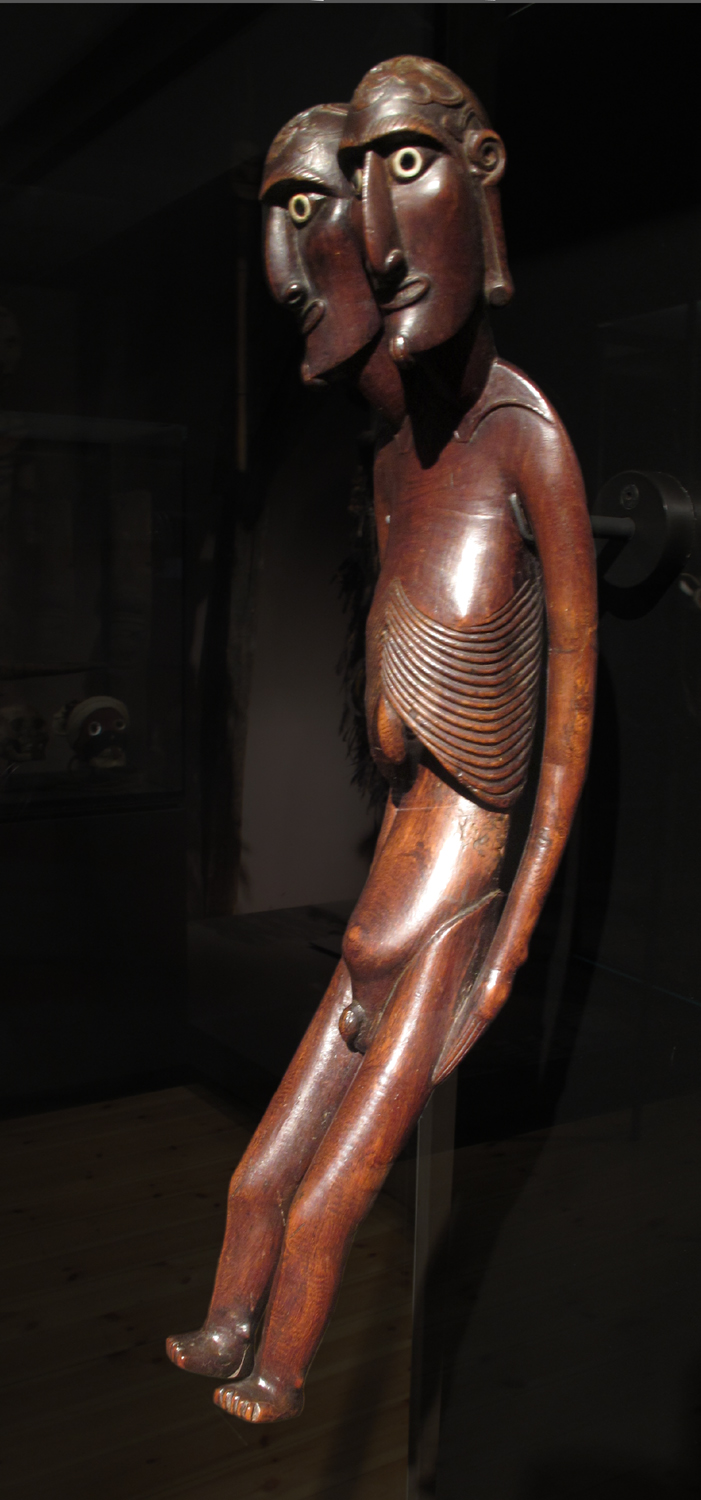
Moaï kava kava bicéphale de l'île de Pâques en bois de Sophora toromiro, obsidienne et os d'oiseau, au Muséum de La Rochelle.

Actuellement le CONAF et le jardin botanique national du Chili se trouvent engagés dans un plan de réintroduction du toromiro dans son habitat naturel. À cet effet, dans le jardin botanique national, une ombrière a été construite avec des fonds en partie apportés par le jardin botanique royal de Kew, pour y placer des spécimens de toromiro qui permettront de réaliser des expériences scientifiques, comme des croisements afin d'augmenter la variabilité génétique, et maintenir des clones de chacun des individus existant des différents jardins du monde.
En 1953, Efraín Volosky collecta des graines provenant de l'unique exemplaire existant alors sur l'île (probablement le spécimen qu'avait photographié Métraux vingt ans auparavant) et les envoya sur le continent. Certaines d'entre elles furent envoyées au Jardin botanique national du Chili (Viña del Mar), où Patricio Montaldo (administrateur du jardin) les fit germer en 1956. Montaldo obtint ainsi une seule plante mère qui poussa dans de mauvaises conditions. Parmi les graines issues de ce pied, en 1992, on en a fait germer 100, ce qui a permis l'obtention de 98 plantes. Parmi elles, 9 ont été envoyées à l'île de Pâques et le reste a été réparti entre Santiago (Maipú), l'Université de Concepción (Concepción), l'Arboretum de l'Université australe du Chili, et la pépinière qui existe dans l'île de Pâques pour le croisement avec d'autres plants qui arrivaient peu à peu.
Les graines du toromiro qui avaient été identifiées dans le cratère Rano Kau par Thor Heyerdahl durant son expédition sur l'île de Pâques (1955-1956) ont été emmenées en Europe. Une fois germées et cultivées par le jardin botanique de Göteborg, ce dernier obtint deux pieds-mères qui produisirent des graines. De ces graines furent obtenues d'autres plantes. De celles-ci, 63 d'entre elles furent transférées à l'île de Pâques en mai 1995.
Des tentatives de réimplantation de l'espèce dans son milieu d'origine ont été réalisées sous l'égide du Toromiro Management Group (TMG), regroupant les jardins botaniques britanniques de Kew et le jardin botanique suédois de Göteborg. Le TMG a été créé en 1994. Mais elles buttent sur la disparition des microorganismes vivant en symbiose avec l'arbre. Cette difficulté est prise en charge en 2025 par l'identification de souches apparentées compatibles avec le toromiro.
L'arbre sera considéré comme réintroduit dans son milieu d'origine dès qu'il pourra y avoir une descendance viable.